# کیم کوم ایل
کیم کوم ایل (کره‌ای: 김금일؛ زادهٔ ۱۰ اکتبر ۱۹۸۷) یک بازیکن فوتبال اهل کره شمالی است.